# Dronningen besøger Sydslesvig - 13. juni 1978
Dronningen besøger Sydslesvig - 13. juni 1978 er en dansk dokumentarfilm fra 1979 med instruktion og manuskript af Ebbe Larsen.

## Handling
13. juni 1978 blev en mærkedag for de danske i Sydslesvig. For første gang siden 1864 kunne en dansk regent atter besøge den danske befolkning i landsdelen. I reportageform skildrer filmen regentparrets besøg i Sydslesvig - lige fra det øjeblik, grænsen krydses ved Frøslev, til kongeskibet forlader Flensborg Havn om aftenen den 14. juni.